# 新大嶼山巴士B2P線

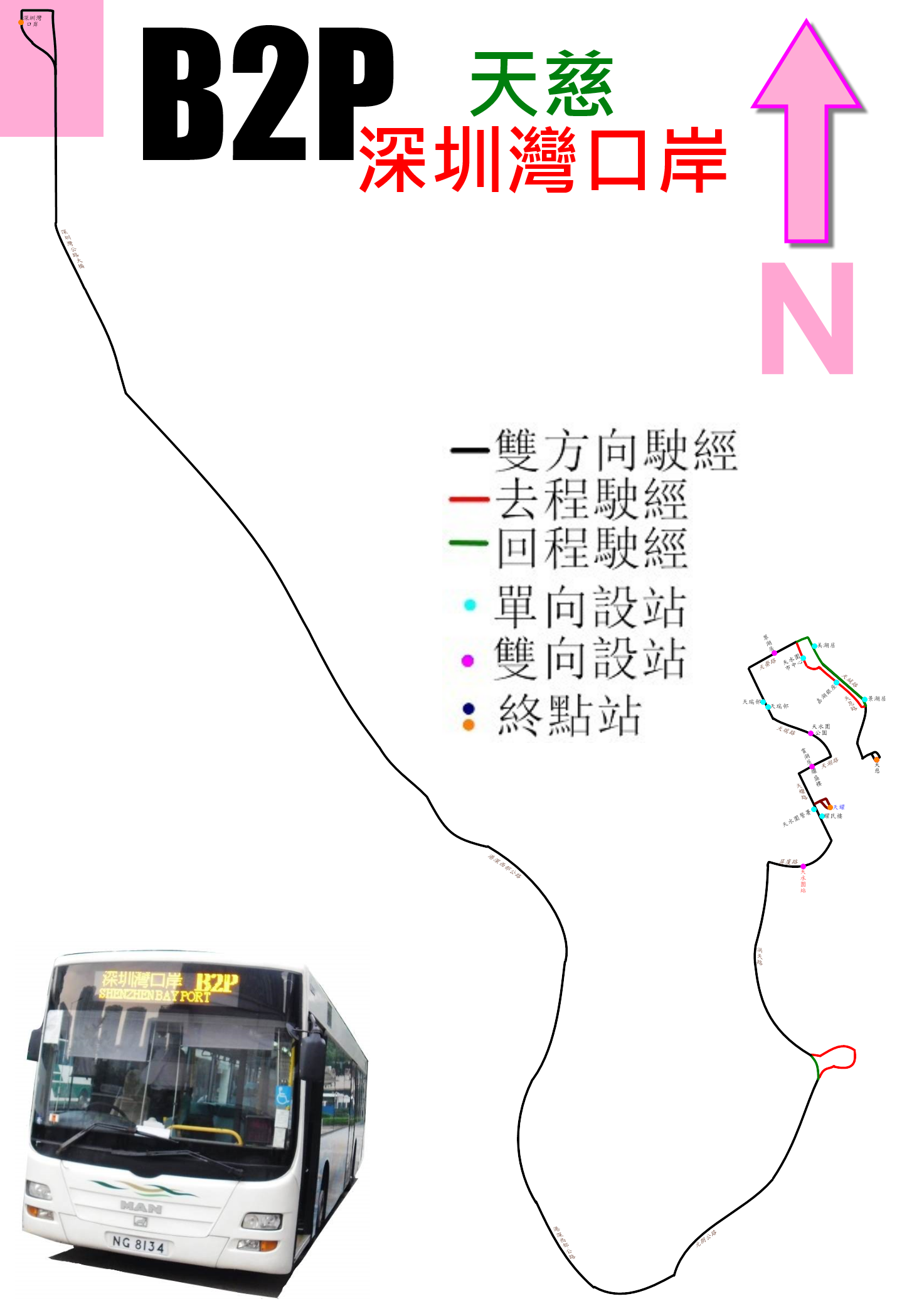
此線與B2X線的走線圖，當中藍線表示B2X線的總站端走線

新大嶼山巴士B2P線是一條來往天慈邨和深圳灣口岸的香港專營巴士路線，途經天水圍市中心、嘉湖山莊翠湖居、天瑞邨、天耀邨及港鐵天水圍站後，取道洪天路、元朗公路、港深西部公路及深圳灣公路大橋前往深圳灣口岸。
本線及目前已停止服務 （页面存档备份，存于）的輔助路線B2X線（只服務天耀邨及天水圍站）方便經深圳灣管制站往返深圳的乘客接駁港鐵屯馬綫。

## 歷史
2007年7月1日深圳灣口岸通車，3條服務元朗及屯門區的深圳灣口岸巴士路線B2、B3、B3X及新界區專線小巴618線於當日起投入服務，方便屯門及元朗區居民取道深圳灣口岸過境。不過，並非所有新界西北區居民可以乘搭，其中天水圍的天瑞邨及青山公路沿線的洪水橋、藍地均沒有直達深圳灣口岸的服務，居民必須轉車才可前往。
在多名區議員及居民的不斷爭取下，嶼巴終於決定由B2號線分拆出一條B2P，主要服務B2及專線小巴618沒有提供服務的天瑞、洪水橋、屯門藍地等地區，於2008年7月26日投入服務。初時由於在周末和假日屬過境高峰期，而B2本身於平日客量較少，因此本路線只於周末及假日提供服務，其餘日子居民仍然需要轉車。
由於本路線的主線B2線於周末及假日的客量甚高，由元朗站開出的巴士未到天水圍已經全車爆滿，因此由2009年1月10日起，B2P線總站由天水圍市中心遷往天慈邨，來回程改經洪天路至港深西部公路一段的元朗公路，不再經洪水橋及屯門藍地，該帶的服務由B2線於本線營運時段內改經元朗屏山至屯門藍地一段的青山公路取代。
2009年7月13日起本路線提升至全日服務，全面分流元朗、天水圍往來深圳灣口岸的乘客。然而，由于采用单层巴士的关系，本路线经常被居民投诉班次不足。
為應付過境旅客高峰，嶼巴於2013年12月21日開辦輔助路線B2X線（來往天耀邨和深圳灣口岸）。然而，早於2007年深圳灣口岸啟用時，新大嶼山巴士部分車輛的電子路線牌資料庫中已存有B2X線的資料，目的地為「天水圍（南）」，但B2X線一直未被正式批准營運，但曾於2007年7月8日僅提供一天服務。2013年12月21日，B2X線投入服務。
2020年2月6日，因应2019新型冠状病毒疫情，B2X線暂停服务，B2P線大幅削減班次。
2020年4月3日，因應深圳灣口岸縮短通關時間，B2P線縮短服務時間。
2023年1月8日，配合深圳灣口岸開放時間更改，B2P線調整服務時間。

## 服務時間及班次[13]
B2P
| 天慈邨開             | 天慈邨開    | 天慈邨開     | 深圳灣口岸開         | 深圳灣口岸開 | 深圳灣口岸開 |
| 日期                 | 服務時間    | 班次（分鐘） | 日期                 | 服務時間     | 班次（分鐘） |
| -------------------- | ----------- | ------------ | -------------------- | ------------ | ------------ |
| 星期一至五           | 06:10-15:50 | 20           | 星期一至五           | 06:50-07:30  | 10           |
| 星期一至五           | 15:50-16:30 | 10           | 星期一至五           | 07:30-08:00  | 15           |
| 星期一至五           | 16:30-22:30 | 20           | 星期一至五           | 08:00-23:20  | 20           |
| 星期一至五           | 22:45       | 22:45        | 星期一至五           | 23:20-00:20  | 30           |
| 星期六、日及公眾假期 | 06:10-22:30 | 20           | 星期六、日及公眾假期 | 06:50-07:20  | 15           |
| 星期六、日及公眾假期 | 22:45       | 22:45        | 星期六、日及公眾假期 | 07:20-23:20  | 20           |
|                      |             |              | 星期六、日及公眾假期 | 23:20-00:20  | 30           |

B2X(暫停服務)
| 天耀邨開              | 天耀邨開    | 天耀邨開     | 深圳灣口岸開          | 深圳灣口岸開 | 深圳灣口岸開 |
| 日期                  | 服務時間    | 班次（分鐘） | 日期                  | 服務時間     | 班次（分鐘） |
| --------------------- | ----------- | ------------ | --------------------- | ------------ | ------------ |
| 星期六、日 及公眾假期 | 07:25-10:25 | 10           | 星期六、日 及公眾假期 | 07:55-10:55  | 10           |
| 星期六、日 及公眾假期 | 10:25-16:25 | 20           | 星期六、日 及公眾假期 | 10:55-16:35  | 20           |
| 星期六、日 及公眾假期 | 16:25-20:55 | 10           | 星期六、日 及公眾假期 | 16:50        | 16:50        |
|                       |             |              | 星期六、日 及公眾假期 | 17:00-21:20  | 10           |

B2X線逢星期一至五不設服務；乘客可改乘路線B2P。

## 收費
全程：$11.3
- 天盛苑往天慈邨 (B2P)/天耀邨 (B2X)：$4.6

| - 本線設有12歲以下小童及65歲或以上長者半價優惠。 - 65歲或以上香港居民使用「樂悠咭」，以及12歲以下合資格殘疾兒童使用「殘疾人士身份」個人八達通繳付車資，均可享有每程$2.0或半價（以較低者為準）的票價優惠；12至64歲合資格殘疾人士使用「殘疾人士身份」個人八達通（包括「樂悠咭」），以及60至64歲香港居民使用「樂悠咭」繳付車資，均可享有每程$2.0或全費（以較低者為準）的票價優惠。 - 65歲或以上長者如使用長者或一般個人八達通繳付車資，則只可享有半價優惠；12至64歲合資格殘疾人士如不使用「殘疾人士身份」個人八達通，以及60至64歲人士如不使用「樂悠咭」繳付車資，必須繳付全費。 - 乘客可以現金或八達通於上車時付款，不設找續。 - 每位成人乘客可免費攜帶最多兩名4歲以下而不佔座位的兒童乘客乘車，超額之4歲以下小童必須繳付小童車費乘車。 - 新大嶼山巴士全職員工及家屬（不包括外判職員）可免費乘搭本路線，惟必須出示職員證或家屬證。 - 乘客亦可使用AlipayHK「易乘碼」、支付寶及WeChatHK／微信支付「搭車碼」繳付車資。乘客使用此支付方式，將不能享有與其他嶼巴路線之轉乘優惠、「公共交通費用補貼計劃」及「長者及合資格殘疾人士公共交通票價優惠計劃」；而使用WeChatHK／微信支付「搭車碼」亦不能享有小童／長者半價優惠。 |

## 行車路線
天慈邨（B2P）/天耀邨（B2X）開經：天喜街、天柏路、天祥路、天恩路、嘉恩街、天水圍市中心公共運輸交匯處、天恩路、天榮路、天瑞路、天湖路、天耀路、屏廈路、洪天路、天水圍西交匯處、元朗公路、港深西部公路及深圳灣公路大橋。
深圳灣口岸開經：深圳灣公路大橋、港深西部公路、元朗公路、天水圍西交匯處、洪天路、屏廈路、天耀路、天湖路、天瑞路、天榮路、天城路、天柏路及天喜街。
B2X線不經斜體字之路段

### 沿線車站
| 天慈邨（B2P）／天耀邨（B2X）開 | 天慈邨（B2P）／天耀邨（B2X）開 | 天慈邨（B2P）／天耀邨（B2X）開 | 深圳灣口岸開 | 深圳灣口岸開                   | 深圳灣口岸開             |
| 序號                           | 車站名稱                       | 位置                           | 序號         | 車站名稱                       | 位置                     |
| ------------------------------ | ------------------------------ | ------------------------------ | ------------ | ------------------------------ | ------------------------ |
| 1*                             | 天慈邨總站                     | 天慈巴士總站                   | 1&           | 深圳灣口岸總站                 | 深圳灣口岸公共運輸交匯處 |
| 2*                             | 嘉湖銀座                       | 天恩路                         | 2            | 天盛苑 (港鐵天水圍站B出口對面) | 屏廈路                   |
| 3*                             | 天水圍市中心                   | 天水圍市中心公共運輸交匯處     | ^            | 天耀邨總站                     | 天耀巴士總站             |
| 4*                             | 翠湖居                         | 天榮路                         | 3*           | 天水圍警署                     | 天耀路                   |
| 5*                             | 天瑞邨                         | 天瑞路                         | 4*           | 賞湖居                         | 天湖路                   |
| 6*                             | 天水圍公園                     | 天瑞路                         | 5*           | 天水圍公園                     | 天瑞路                   |
| 7*                             | 天耀邨耀盛樓                   | 天湖路                         | 6*           | 天瑞邨                         | 天瑞路                   |
| ^                              | 天耀邨總站                     | 天耀巴士總站                   | 7*           | 天頌苑                         | 天榮路                   |
| 8                              | 天耀邨耀民樓                   | 天耀路                         | 8*           | 麗湖居                         | 天城路                   |
| 9                              | 天盛苑 (港鐵天水圍站B出口)     | 屏廈路                         | 9*           | 景湖居                         | 天城路                   |
| 10&                            | 深圳灣口岸總站                 | 深圳灣口岸公共運輸交匯處       | 10*          | 天慈邨總站                     | 天慈巴士總站             |

註：
1. B2X線不停靠有 * 號之巴士站
2. 有 ^ 號之車站只限B2X線停靠
3. 深圳灣口岸公共運輸交匯處（有&號之車站）屬邊境禁區範圍，必須持有邊境禁區通行證或旅遊證件（如「港澳居民來往內地通行證」、護照等）方可進入，否則會被檢控。離境旅客下車後，應盡快進入聯檢大樓辦理離境手續。

## 外部連結
- 嶼巴B2P線官方資料 （页面存档备份，存于），嶼巴B2P線官方資料 （页面存档备份，存于）
- 運輸署 - 前往深圳灣口岸 （页面存档备份，存于）
- 新大嶼巴士網頁：深港西部通道介紹